# Ruppellia pallida
Ruppellia pallida är en tvåvingeart som beskrevs av Krober 1929. Ruppellia pallida ingår i släktet Ruppellia och familjen stilettflugor. Inga underarter finns listade i Catalogue of Life.